# 90-60-111
90-60-111 ist ein Rap-Song der deutschen Rapperin und Sängerin Shirin David aus dem Jahre 2020. Es erschien ursprünglich als erste Singleauskopplung ihres zweiten Studioalbums am 24. April 2020, welches sie später aber größtenteils verwarf. Im Jahr 2023 erschien das Lied auf der Wiederveröffentlichung ihres Albums Bitches brauchen Rap. Geschrieben hat es David gemeinsam mit dem deutschen Rapper Bozza.

## Musik und Text
90-60-111 ist ein Rapsong, der mit einem recht harten Beat mit einer 808-Bass Drum und einem Glockenton arbeitet und in D-Dur auf 144 Schläge pro Minute geschrieben wurde. Der Titel startet mit Davids Stimme, die heruntergepitcht ist, was sich auch in der Hook und im Outro wiederholt. Die Strophen rappt David hart, die Betonungen sind dabei aggressiver als bei Gib ihm und Ice. Der Titel 90-60-111 bezieht sich auf ihre Körpermaße. Es ist eine Anspielung an 90-60-90, welche oftmals als die „idealen“ Körpermaße einer Frau bezeichnet werden. Die dritte Maßangabe steht dabei für den Hüftumfang, welcher bei ihr demnach größer sei. Der Text, der auf Deutsch geschrieben ist, beinhaltet zahlreiche Anglizismen und Modererwähnungen. Zudem „flext“ sie in dem Lied und stellt sich über andere.
Die Line Ich bin nicht so eine, doch genauso eine bin ich ist eine Anspielung an das Meme und den Spruch Sie ist nicht so eine. Dieser ist als eine Art Hate-Kommentar, Beleidigung, Kritik oder auch Scherz vor allem unter Bildern oder Videos einiger Frauen vorzufinden. Mit solchen Kommentaren wird in der Regel über die jeweils andere Person hergezogen oder sich über diese lustig gemacht wird, wobei Sie ist nicht so eine dabei ironisch zu verstehen ist. Derjenige will damit meist zu verstehen geben, dass sich die Person nicht von anderen abheben würde und in Wahrheit auch so eine sei, welche sich in dessen Augen „billig“, „nuttig“ oder besonders freizügig präsentieren oder verhalten würde. Auch unter Videos und Bilder von Shirin David tauchten solche oder ähnliche Kommentare des Öfteren auf. Die Line von Shirin David ist als eine Art Antwort auf jene Kommentare und Sprüche gegen sie zu verstehen. Sie greift diese auf und dreht sie um, indem sie sagt, dass sie genauso so eine sei. Während dieser Zeile wird im Video ihr Gesäß gezeigt und man sieht sie twerken.

### Textzeilen gegen andere Rapper
Es finden sich außerdem einige Anspielungen an andere Künstler. In der Zeile Durch Fake-Friends und Money verlier' ich nicht die Kontrolle lässt sich ein Diss gegen den deutschen Rapper Shindy und sein Plattenlabel Friends with Money heraushören, da sie mit diesem 2019–2021 einen Streit führte. Die Zeile Und wieso klingt mein zweites Album schon so wie mein Best-of? spielt auf den Track Julius Caesar von Shindy und die darin enthaltene Zeile Mein zweites Album klingt, als wär’s ‘n Greatest Hits an.
Des Weiteren scheinen ihre Worte Mein Ego wiegt 'ne Tonne, ich poste eine Story (Wouh) – Und Rapperinn'n verschieben ihr Album um eine Woche eine Anspielung an die Rapperin Loredana, deren Debütalbum zu einem ähnlichen Zeitpunkt wie Shirins Album erschienen ist und die es zudem um eine Woche verschoben hatte.
Auch wenn der Diss gegen Loredana für die meisten letztendlich überraschend kam, gab es bereits eine längere Vorgeschichte zwischen beiden Kontrahenten. So äußerte sich Loredana zuvor in einem Interview weniger positiv über Shirin David und sagte unter anderem, dass sie gar nicht gehe und es kein Lied von ihr geben würde, was sie gut fände. Zudem wurde ihr vorgeworfen, in einem Livestream gegen Shirin David gestichelt zu haben, in dem sie sich möglicherweise ironisch über ihren Boxinhalt geäußert habe, dass diese eine „krasse Qualität“ aufweise. Zuvor wurde Shirin David von mehreren prominenten Youtubern für die Qualität ihres Boxinhaltes kritisiert. Auch die Zeile Ich hab' mich niemals ausgezogen für die Klicks im Lied Labyrinth wurde von vielen Fans als Diss gegen die für ihr freizügiges Auftreten bekannte Shirin David interpretiert, was diese aber bestreitet.
Eine Reaktion von Shindy auf 90-60-111 blieb bisher aus. Loredana hingegen antwortete bereits Tage nach Erscheinen des Songs auf die Zeile gegen sie, indem sie in einem kurzen Video, welches sie auf TikTok und in ihrer Instagram-Story veröffentlichte, zusammen mit Zuna einige Zeilen rappte, welche sich gegen Shirin David richten. So rappte Loredana Du wärst gern' wie ich, doch das macht nichts, vier Nummer 1-Singles nenn' mich King Lori, ich bin nicht so eine und genauso eine werd' ich nie sein. Tage später gab Shirin auf Instagram bekannt, dass sie mit ihrer Single auf Platz eins der deutschen Singlecharts einstieg. Sie schrieb dazu: „Erste Rapperin mit zwei Solo Nummer 1 Singles“. Viele Fans sahen darin eine Stichelei gegen Loredana, welche zu dem Zeitpunkt vier Nr. 1-Singles in Deutschland hatte, wovon jedoch drei Singles Kollaborationen mit jeweils einem anderen deutschen Rapper sind.

## Entstehung und Veröffentlichung
David (Barbara Davidavičius) schrieb 90-60-111 gemeinsam mit Bojan Ivetic (Bozza), Melvin Schmitz (Young Mesh) und Marcel Uhde (Juh-Dee). Letztere beiden zeichneten zudem auch für die Produktion verantwortlich. Angekündigt hatte David 90-60-111 in einem Livestream auf Instagram an ihrem Geburtstag, den 11. April. Erschienen ist das Lied, welches als erste Single aus ihrem zweiten Studioalbum fungiert, am 24. April 2020 mit einem dazugehörigen Musikvideo. Am 29. April erschien auf ihrem Onlineshop Shirizzleshop außerdem eine limitierte Merchandise-Kollektion zur Single, die zwei T-Shirts und einen Hoodie umfasste.

## Musikvideo
Das Musikvideo zu 90-60-111 wurde, wie das Video zu Fliegst Du mit, wieder unter den Regie von Shaho Casado gedreht. Die Dreharbeiten fanden auf einem Schrottplatz und in einem Waschsalon in Berlin statt. Das Video zeigt David auf Schrottautos in der Luft hängend, in einem Auto mit einem weiblichen Model und auf dem Schrottplatz stehend. In anderen Szenen ist David Pizza essend im Waschsalon zu sehen. Im Video ist auch eine Hörprobe zur später erschienenen Single Hoes Up G’s Down zu hören, als sie nach der ersten Hook das Radio in dem Auto, in dem sie sitzt, aufdreht, bevor sie die zweite Strophe rappt. Dieser Teil ist nicht in der Originalaudio zu hören, sondern exklusiv im Musikvideo. David durchlebt, wie in allen ihren bisherigen Musikvideos, einige Outfit-Wechsel und trägt einmal auch einen blauen Jogginganzug, angelehnt an ihre Zeile Baby-blue Tracksuit und ein weißes Tanktop in der zweiten Strophe. Das Video ist insgesamt an den Stil der von Musikvideos der 90er sowie frühen 2000er-Jahren angelehnt. Das Musikvideo zählt bis heute über 25,2 Millionen Aufrufe (Stand: August 2025).

## Rezensionen
90-60-111 erhielt überwiegend positive Kritiken. Lob bekam David vor allem für ihren guten Songtext und Flow sowie ihre Betonungen. Auch positiv erwähnt wurden das Instrumental und die Produktionsarbeit der Produzenten.
Kritisiert wurde zum Teil, ihre Benutzung des Wortes Bloody Shoes und Adaption der Betonung, wie sie Cardi B bereits benutzt hatte, was vielen wie ein Plagiat vorkam. Andere sahen das als Hommage an die US-Rapperin. Außerdem wurde sie für ihre Betonung englischer Wörter im amerikanischen Slang kritisiert, die man von Rapperinnen wie Cardi B oder Nicki Minaj kennt, wobei sie auch von vielen verteidigt und es gesagt worden war, dass sie das Zeug dazu habe, ein deutsches Pendant zu Minaj oder Cardi B zu werden.
Zudem wurde Shirin David auch vorgeworfen, sie hätte sich in Bezug auf die Texte, Attitüde und Soundbild des Liedes stark am Rapper Shindy orientiert.
Zum Video wurde David wieder mit Blackfishing-Vorwürfen konfrontiert, da manche in ihrer Darstellung im Video eine Aneignung der Afro-Kultur bzw. eine zu dunkel geschminkte Haut sahen.

## Kommerzieller Erfolg

### Chartplatzierungen
90-60-111 erreichte Platz eins der deutschen Singlecharts sowie ebenfalls die Chartspitze in Österreich. Damit war es Davids zweite Nummer-eins-Single in Deutschland und die erste in Österreich. In der Schweiz erreichte 90-60-111 den zehnten Platz der Hitparade.
| ChartsChartplatzierungen | Höchstplatzierung | Wochen |
| ------------------------ | ----------------- | ------ |
| Deutschland (GfK)        | 1 (9 Wo.)         | 9      |
| Österreich (Ö3)          | 1 (7 Wo.)         | 7      |
| Schweiz (IFPI)           | 10 (4 Wo.)        | 4      |

Auf der Streaming-Plattform Spotify wurde das Lied mehr als 61 Millionen Mal aufgerufen (Stand: Mai 2025).

### Auszeichnungen für Musikverkäufe
| Land/Region        | Auszeichnungen für Musikverkäufe (Land/Region, Auszeichnung, Verkäufe) | Verkäufe |
| ------------------ | ---------------------------------------------------------------------- | -------- |
| Deutschland (BVMI) | Gold                                                                   | 200.000  |
| Österreich (IFPI)  | Platin                                                                 | 30.000   |
| Insgesamt          | 1× Gold · 1× Platin ·                                                  | 230.000  |

## Coverversionen
- 2021: Spongebob Schwammkopf – 90-60-111 (Album: Schwammtastisch)[17]